# Memphis catinka
Espèce
Memphis catinka est une espèce d'insectes lépidoptères (papillons) de la famille des Nymphalidae, de la sous-famille des Charaxinae et du genre Memphis.

## Dénomination
Memphis catinka a été décrit par Herbert Druce en 1877 sous le nom initial de Paphia catinka.
Synonymes : Paphia florita Druce, 1877; Anaea catinka .

## Description
Memphis catinka est un papillon aux ailes antérieures à bord costal bossu, angle interne en crochet et bord interne concave. Chaque aile postérieure porte une queue.
Le dessus est bleu nacré largement bordé de gris ou presque totalement gris foncé.
Le revers est marron à reflets métallisés et simule une feuille morte.

## Écologie et distribution
Memphis catinka est présent en Colombie et au Pérou ,.

### Protection
Pas de statut de protection particulier.